# Гур'янов Денис Володимирович
Денис Володимирович Гур'янов (рос. Денис Владимирович Гурьянов; 7 червня 1997, м. Тольятті, Росія) — російський хокеїст, правий/лівий нападник. Виступає за «Лада» (Тольятті) у Континентальній хокейній лізі.
Вихованець хокейної школи «Лада» (Тольятті). Виступав за «Лада» (Тольятті), «Ладья» (Тольятті).
У чемпіонатах КХЛ — 8 матчів (0+1).
У складі юніорської збірної Росії учасник чемпіонату світу 2015.